# شروین رجبعلی فردی
شروین رجبعلی فردی (به آلمانی: Shervin Radjabali-Fardi) (متولد ۱۷ مه ۱۹۹۱) بازیکن فوتبال اهل آلمان است که برای باشگاه فوتبال هانزاروستوک بازی می‌کرد.

## عملکرد باشگاهی
شروین متولد برلین، آلمان است. کارش را با حضور در تیم‌های پایهٔ هرتا زلندورف آغاز کرد و پس از گذشت پنج سال به تیم لیشترفلدر پیوست.

### هرتابرلین
او پس‌از دو سال حضور در لیشترفلدر به تیم اول شهر خود یعنی هرتابرلین پیوست.
وی اولین تجربه بین‌المللی خود را همراه هرتابرلین و در لیگ اروپا (۰۹–۲۰۰۸) به‌دست‌آورد.
پس‌از دو سال نیم نمکت‌نشینی در این تیم، به آلمانیا آخن قرض داده شد تا بیشتر بازی کند.

### آلمانیا آخن
پس‌از اینکه او به طور قرضی از هرتابرلین به آلمانیا آخن پیوست، اولین بازی خود را برای این تیم در هفته نوزدهم بوندس‌لیگا ۲ مقابل کارلسروهه انجام داد و اولین گل خود را نیز یک ماه بعد در مقابل پادربورن به‌ثمر رساند.

### هانزا روستوک
در ژوئن ۲۰۱۳ وی به باشگاه فوتبال هانزا روستوک در لیگا ۳ پیوست.

## عملکرد ملی
وی تا کنون در همهٔ رده‌های سنی تیم ملی فوتبال آلمان بازی کرده‌است ولی چون تاکنون هیچ بازی‌ای در رده بزرگسالان انجام نداده‌است، و با توجه به داشتن تابعیت مضاعف علاوه بر آلمان برای تیم ملی فوتبال ایران نیز می‌تواند بازی کند.

## زندگی خصوصی
او از پدری ایرانی و مادری آلمانی زاده شده است.

## دستاوردها
- او در ۷ سپتامبر ۲۰۱۰ جایزه بهترین بازیکن جوان آلمان را دریافت کرد. جایزه‌ای که بازیکنان ملی پوش آلمان مانند بندیکت هوودس ازتیم شالکه ۰۴، ژرومه بوآتنگ از منچستر سیتی و مانوئل نویر از شالکه ۰۴ نیز در گذشته دریافت کرده‌اندهمچنین به عنوان بهترین بازیکن تمام ادوار لیگ آماتور المان انتخاب شد.